# Nankenhof
Nankenhof ist ein Gemeindeteil der Gemeinde Aurachtal im Landkreis Erlangen-Höchstadt (Mittelfranken, Bayern). Nankenhof liegt in der Gemarkung Münchaurach.

## Geografie
Das Weiler liegt am Fichtegraben, einem rechten Zufluss des Reichenbachs, der wiederum ein linker Zufluss der Mittleren Aurach ist. Im Westen grenzt das Waldgebiet Bannholz an, im Osten das Waldgebiet Fichtach. Im Norden liegt das Flurgebiet Langer Strich. Die Kreisstraße ERH 15 führt nach Oberreichenbach (1,8 km nordwestlich) bzw. nach Münchaurach (2,2 km südöstlich). Eine Gemeindeverbindungsstraße führt nach Eckenberg (1,2 km südwestlich).

## Geschichte
Gegen Ende des 18. Jahrhunderts bestand Nankenhof aus zwei Anwesen. Das Hochgericht übte das brandenburg-bayreuthische Fraischvogteiamt Emskirchen-Hagenbüchach aus. Das brandenburg-bayreuthische Klosteramt Münchaurach war Grundherr der beiden Halbhöfe.
Von 1797 bis 1810 unterstand der Ort dem Justizamt Markt Erlbach und Kammeramt Emskirchen. Im Rahmen des Gemeindeedikts wurde Nankenhof dem 1811 gebildeten Steuerdistrikt Münchaurach zugeordnet. Es gehörte der 1813 gegründeten Ruralgemeinde Falkendorf an. Mit dem Zweiten Gemeindeedikt (1818) wurde es in die Ruralgemeinde Münchaurach umgemeindet.
Am 1. Januar 1972 wurde Münchaurach im Zuge der Gebietsreform in die neu gebildete Gemeinde Aurachtal eingegliedert.

### Baudenkmal
- Nankenhof 6: Wohnhaus

### Einwohnerentwicklung
| Jahr      | 001818 | 001861 | 001871 | 001885 | 001900 | 001925 | 001950 | 001961 | 001970 | 001987 |
| Einwohner | 21     | 23     | 22     | 29     | 21     | 23     | 36     | 15     | 18     | 16     |
| Häuser    | 5      |        |        | 4      | 5      | 3      | 3      | 3      |        | 3      |
| Quelle    | [ 8 ]  | [ 9 ]  | [ 10 ] | [ 11 ] | [ 12 ] | [ 13 ] | [ 14 ] | [ 15 ] | [ 16 ] | [ 17 ] |

## Religion
Der Ort ist seit der Reformation evangelisch-lutherisch geprägt und war ursprünglich nach St. Egidien (Oberreichenbach) gepfarrt, seit dem 19. Jahrhundert ist die Pfarrei St. Peter und Paul (Münchaurach) zuständig. Die Katholiken sind nach St. Magdalena (Herzogenaurach) gepfarrt.